# I liga argentyńska w piłce nożnej (2006/2007)
Mistrzem Argentyny turnieju Apertura w sezonie 2006/07 został Estudiantes La Plata, natomiast wicemistrzem Argentyny turnieju Apertura został Boca Juniors.
Mistrzostwo Argentyny turnieju Clausura w sezonie 2006/07 zdobył San Lorenzo de Almagro, natomiast wicemistrzostwo Argentyny turnieju Clausura zdobył Boca Juniors.
O tym, które zespoły zagrają w międzynarodowych pucharach zadecydowała sumaryczna tabela łącząca wyniki turniejów Apertura i Clausura.
Do Copa Libertadores w roku 2008 zakwalifikowały się następujące kluby:
- Boca Juniors
- Estudiantes La Plata
- San Lorenzo de Almagro
- River Plate
- Arsenal Sarandí Buenos Aires

Do Copa Sudamericana w roku 2007 zakwalifikowało się sześć klubów:
- Boca Juniors
- Estudiantes La Plata
- San Lorenzo de Almagro
- River Plate
- Arsenal Sarandí Buenos Aires
- CA Lanús

Tabela spadkowa zadecydowała o tym, które kluby spadną do drugiej ligi (Primera B Nacional Argentina), a które będą miały szanse obronić swój byt pierwszoligowy w barażach. Bezpośrednio spadły kluby, które w tabeli spadkowej zajęły dwa ostatnie miejsca – Belgrano Córdoba i CA Argentino de Quilmes. Na ich miejsce awansowały dwie najlepsze drużyny z drugiej ligi – Olimpo Bahía Blanca i San Martín San Juan. Mecze barażowe musiały stoczyć Nueva Chicago Buenos Aires i Godoy Cruz Antonio Tomba. Oba zespoły przegrały baraże, a na ich miejsce awansowały do pierwszej ligi CA Huracán i CA Tigre.

## Torneo Apertura 2006/07

### Apertura 1
Według AFA
| Data            | Mecz |
| --------------- | --- |
| 4 sierpnia 2006 | Racing Club de Avellaneda – Nueva Chicago Buenos Aires 2:0 Facundo Sava 76k, 84k                                                                   |
| 5 sierpnia 2006 | Arsenal Sarandí Buenos Aires – Gimnasia y Esgrima La Plata 3:1 Santiago Raymonda 30, Juan Pablo Caffa 46, Lucas Valdemarín 77 – Martín Cardetti 41 |
| 5 sierpnia 2006 | CA Colón – CA Independiente 1:4 Esteban Fuertes 12k – Sergio Órteman 51, Germán Denis 53, Rodrigo Díaz 81, Daniel Montenegro 87k                   |
| 6 sierpnia 2006 | Gimnasia y Esgrima Jujuy – San Lorenzo de Almagro 0:1 Jonathan Bottinelli 3                                                                        |
| 6 sierpnia 2006 | Newell’s Old Boys – CA Vélez Sarsfield 3:0 Óscar Cardozo 21, Santiago Salcedo 47, 48                                                               |
| 6 sierpnia 2006 | Argentinos Juniors – Godoy Cruz Antonio Tomba 1:0 Jorge Quinteros 41                                                                               |
| 6 sierpnia 2006 | CA Argentino de Quilmes – Estudiantes La Plata 0:1 Mariano Pavone 34                                                                               |
| 6 sierpnia 2006 | Boca Juniors – CA Banfield 3:0 Martín Palermo 57, 75, Sebastián Battaglia 66                                                                       |
| 6 sierpnia 2006 | CA Lanús – River Plate 0:2 Gonzalo Higuaín 49, 50                                                                                                  |
| 6 sierpnia 2006 | Belgrano Córdoba – Rosario Central 1:0 Jorge Cervera 54                                                                                            |

### Apertura 2
Według AFA
| Data                 | Mecz |
| -------------------- | --- |
| 11 sierpnia 2006     | Nueva Chicago Buenos Aires – Argentinos Juniors 3:2 Federico Higuain 32k, Cristian Pellerano 49, 62 – Matías Caruzzo 30, Cristian Raúl Ledesma 34                                             |
| 12 sierpnia 2006     | Godoy Cruz Antonio Tomba – Arsenal Sarandí Buenos Aires 0:0 mecz przerwany w 17 minucie – dokończony 25 października 2006 roku                                                                |
| 12 sierpnia 2006     | San Lorenzo de Almagro – CA Colón 5:0 Osmar Ferreyra 20, 84, Roberto Jiménez 27, 83, Ezequiel Lavezzi 52                                                                                      |
| 12 sierpnia 2006     | Rosario Central – Boca Juniors 1:2 Ariel Garcé 88 – Juan Krupoviesa 60, Daniel Díaz 83 |
| 12 sierpnia 2006     | CA Independiente – Belgrano Córdoba 3:1 Rodrigo Díaz 64, Gastón Machín 69, Germán Denis 74 – Matías Gigli 83                                                                                  |
| 13 sierpnia 2006     | Gimnasia y Esgrima La Plata – CA Argentino de Quilmes 3:2 Martín Cardetti 21, Santiago Silva 80, Nicolás Cabrera 86 – Juan Fernández di Alesio 16, Carlos Luna 45                             |
| 13 sierpnia 2006     | Estudiantes La Plata – Gimnasia y Esgrima Jujuy 1:0 José Luis Calderón 25 mecz rozegrany został na stadionie klubu Quilmes                                                                    |
| 13 sierpnia 2006     | River Plate – Newell’s Old Boys 3:3 Marcelo Gallardo 16k, Fernando Belluschi 22, Eduardo Tuzzio 46 – Santiago Salcedo 11, Óscar Cardozo 44, 45                                                |
| 13 sierpnia 2006     | CA Vélez Sarsfield – Racing Club de Avellaneda 0:0 mecz rozegrany został na stadionie klubu San Lorenzo de Almagro                                                                            |
| 13 sierpnia 2006     | CA Banfield – CA Lanús 1:1 Josemir Lujambio 4k, Claudio Fernando Graf 42 |
| 25 października 2006 | Godoy Cruz Antonio Tomba – Arsenal Sarandí Buenos Aires 2:1 Franco Mendoza 53, Mauro Poy 77 – Santiago Raymonda 72 dokończenie brakujących 73 minut z przerwanego 12 sierpnia 2006 roku meczu |

### Apertura 3
Według AFA
| Data             | Mecz |
| ---------------- | --- |
| 18 sierpnia 2006 | CA Banfield – Rosario Central 1:1 Martín Andrizzi 60 – Kily González 82k                                                              |
| 18 sierpnia 2006 | Belgrano Córdoba – San Lorenzo de Almagro 2:2 Matías Gigli 5, Ezequiel Arriola 8 – Pablo Quatrocchi 9, Ezequiel Lavezzi 16            |
| 19 sierpnia 2006 | Boca Juniors – CA Independiente 1:0 Matías Silvestre 36                                                                               |
| 19 sierpnia 2006 | Arsenal Sarandí Buenos Aires – Nueva Chicago Buenos Aires 2:0 Mauro Iván Óbolo 14, Santiago Raymonda 76                               |
| 20 sierpnia 2006 | Argentinos Juniors – CA Vélez Sarsfield 0:1 Mauro Zárate 33                                                                           |
| 20 sierpnia 2006 | CA Argentino de Quilmes – Godoy Cruz Antonio Tomba 0:0                                                                                |
| 20 sierpnia 2006 | CA Colón – Estudiantes La Plata 0:2 Mariano Pavone 26k, 80                                                                            |
| 20 sierpnia 2006 | Gimnasia y Esgrima Jujuy – Gimnasia y Esgrima La Plata 3:1 Marcelo Quinteros 17, Gabriel Ramón 39, Ariel Colzera 93 – Diego Herner 26 |
| 20 sierpnia 2006 | Newell’s Old Boys – CA Lanús 0:1 Marcos Aguirre 37                                                                                    |
| 20 sierpnia 2006 | Racing Club de Avellaneda – River Plate 3:1 Gonzalo Rubén Bergessio 9, Facundo Sava 45, Adrián Bastía 62 – Ariel Ortega 32            |

### Apertura 4
Według AFA
| Data             | Mecz |
| ---------------- | --- |
| 25 sierpnia 2006 | CA Lanús – Rosario Central 1:2 Claudio Fernando Graf 92 – Marco Rubén 23, Leonardo Borzani 96                                                                       |
| 25 sierpnia 2006 | CA Vélez Sarsfield – Arsenal Sarandí Buenos Aires 0:0 |
| 26 sierpnia 2006 | Godoy Cruz Antonio Tomba – Gimnasia y Esgrima Jujuy 0:0 |
| 26 sierpnia 2006 | Nueva Chicago Buenos Aires – CA Argentino de Quilmes 2:1 Hernán Mattiuzzo 41, Mariano Donda 58 – Pablo Giménez 92k                                                  |
| 26 sierpnia 2006 | Newell’s Old Boys – Racing Club de Avellaneda 0:0 |
| 27 sierpnia 2006 | CA Independiente – CA Banfield 2:1 Daniel Montenegro 8k, 61 – Héctor Ariel Silva 12                                                                                 |
| 27 sierpnia 2006 | Estudiantes La Plata – Belgrano Córdoba 1:2 Juan Sebastián Verón 33 – Paolo Frangipane 65, Juan José Serrizuela 91 mecz rozegrany został na stadionie klubu Quilmes |
| 27 sierpnia 2006 | San Lorenzo de Almagro – Boca Juniors 1:7 Santiago Hirsig 15 – Rodrigo Palacio 22, 48, Martín Palermo 27, 32, 87, Neri Cardozo 53, Andrés Franzoia 86               |
| 27 sierpnia 2006 | Gimnasia y Esgrima La Plata – CA Colón 3:2 Andrés Guglielminpietro 52, Luciano Leguizamón 55, 63 – Claudio Enría 37, 89                                             |
| 27 sierpnia 2006 | River Plate – Argentinos Juniors 2:0 Gonzalo Higuaín 53, 71 |

### Apertura 5
Według AFA
| Data            | Mecz |
| --------------- | --- |
| 1 września 2006 | Argentinos Juniors – Newell’s Old Boys 0:0                                                                         |
| 2 września 2006 | Rosario Central – CA Independiente 2:2 Paulo Wanchope 36, 57 – Emiliano Daniel Armenteros 35, Daniel Montenegro 66 |
| 2 września 2006 | CA Banfield – San Lorenzo de Almagro 1:2 Marcos Galarza 71 – Andrés Silvera 32, 49                                 |
| 3 września 2006 | CA Argentino de Quilmes – CA Vélez Sarsfield 0:3 Lucas Castromán 24, Mauro Zárate 32, 76                           |
| 3 września 2006 | CA Colón – Godoy Cruz Antonio Tomba 2:0 Gastón Esmerado 17, 23                                                     |
| 3 września 2006 | Gimnasia y Esgrima Jujuy – Nueva Chicago Buenos Aires 3:0 Gustavo Balvorín 40, Darío Gandín 65, 70                 |
| 3 września 2006 | Racing Club de Avellaneda – CA Lanús 0:1 Marcos Aguirre 47                                                         |
| 3 września 2006 | Boca Juniors – Estudiantes La Plata 2:0 Rodrigo Palacio 11, Martín Palermo 70                                      |
| 3 września 2006 | Belgrano Córdoba – Gimnasia y Esgrima La Plata 1:0 Juan José Serrizuela 11                                         |
| 3 września 2006 | Arsenal Sarandí Buenos Aires – River Plate 0:2 Fernando Belluschi 21, Ariel Ortega 53k                             |

### Apertura 6
Według AFA
| Data             | Mecz |
| ---------------- | --- |
| 8 września 2006  | Estudiantes La Plata – CA Banfield 0:0 mecz rozegrany został na stadionie klubu Quilmes |
| 8 września 2006  | San Lorenzo de Almagro – Rosario Central 3:1 Darío Bottinelli 48, Andrés Silvera 75, 88 – Marco Rubén 56                                                                                    |
| 9 września 2006  | CA Vélez Sarsfield – Gimnasia y Esgrima Jujuy 2:0 Mauro Zárate 30, Ariel Broggi 74 |
| 9 września 2006  | Racing Club de Avellaneda – Argentinos Juniors 2:3 Gonzalo Rubén Bergessio 81, Miguel Ángel Sebastián Romero 82 – Leonel Núñez 36, 40, 75                                                   |
| 9 września 2006  | Godoy Cruz Antonio Tomba – Belgrano Córdoba 1:1 Enzo Nicolás Pérez 6 – Mariano Campodónico 36                                                                                               |
| 10 września 2006 | CA Lanús – CA Independiente 2:4 Claudio Fernando Graf 68, Mauricio Martín Romero 73 – Daniel Montenegro 34, 78, Germán Denis 49, Vladimir Marín 82                                          |
| 10 września 2006 | River Plate – CA Argentino de Quilmes 2:1 Gonzalo Higuaín 41, Paulo Ferrari 74 – José Chatruc 62                                                                                            |
| 10 września 2006 | Nueva Chicago Buenos Aires – CA Colón 1:0 Federico Higuaín 42 |
| 10 września 2006 | Gimnasia y Esgrima La Plata – Boca Juniors 1:0 Santiago Silva 29k mecz przerwany w 45 minucie przy stanie 1:0 dla klubu Gimnasia y Esgrima – dokończony 8 listopada 2006 roku               |
| 10 września 2006 | Newell’s Old Boys – Arsenal Sarandí Buenos Aires 2:2 Germán Rivera 57, Óscar Cardozo 69 – Mauro Iván Óbolo 34, Carlos Castiglione 64                                                        |
| 8 listopada 2006 | Gimnasia y Esgrima La Plata – Boca Juniors 1:4 Santiago Silva 29k – Martín Palermo 46, Rodrigo Palacio 49, 86, Guillermo Marino 72 dokończenie brakujących 45 minut z 10 września 2006 roku |

### Apertura 7
Według AFA
| Data                 | Mecz |
| -------------------- | --- |
| 15 września 2006     | CA Argentino de Quilmes – Newell’s Old Boys 2:3 Pablo Giménez 8, Fernando Crosa 79 – Óscar Cardozo 1, 4, 55                                                                |
| 16 września 2006     | Arsenal Sarandí Buenos Aires – Racing Club de Avellaneda 3:2 Jorge Ortiz 29, Mauro Iván Óbolo 88, Juan Pablo Caffa 91 – Gonzalo Rubén Bergessio 17, Maximiliano Moralez 50 |
| 16 września 2006     | Argentinos Juniors – CA Lanús 1:3 Gabriel Hauche 39 – Sebastián Salomón 27, Claudio Fernando Graf 53, Rodrigo Archubi 67                                                   |
| 16 września 2006     | CA Colón – CA Vélez Sarsfield 1:0 Sebastián Malandra 1 mecz przerwany w 42 minucie przy stanie 1:0 dla klubu Colón – dokończony 25 października 2006 roku                  |
| 17 września 2006     | Rosario Central – Estudiantes La Plata 1:0 Paulo Wanchope 75 |
| 17 września 2006     | CA Banfield – Gimnasia y Esgrima La Plata 0:0 |
| 17 września 2006     | CA Independiente – San Lorenzo de Almagro 0:1 Andrés Silvera 51 |
| 17 września 2006     | Gimnasia y Esgrima Jujuy – River Plate 1:2 Darío Gandín 7 – Fernando Belluschi 43, Nicolás Domingo 93                                                                      |
| 17 września 2006     | Belgrano Córdoba – Nueva Chicago Buenos Aires 1:1 Mariano Campodónico 35 – César Carranza 53                                                                               |
| 17 września 2006     | Boca Juniors – Godoy Cruz Antonio Tomba 0:0 |
| 25 października 2006 | CA Colón – CA Vélez Sarsfield 1:0 Sebastián Malandra 1 dokończenie pozostałych 48 minut z 16 września 2006 roku                                                            |

### Apertura 8
Według AFA
| Data             | Mecz |
| ---------------- | --- |
| 22 września 2006 | Estudiantes La Plata – CA Independiente 2:1 José Luis Calderón 41, Agustín Alayes 50 – Ismael Sosa 48 mecz rozegrany został na stadionie klubu Quilmes |
| 23 września 2006 | Argentinos Juniors – Arsenal Sarandí Buenos Aires 1:2 Leonel Núñez 67 – Juan Pablo Caffa 82, Lucas Valdemarín 88                                       |
| 23 września 2006 | CA Vélez Sarsfield – Belgrano Córdoba 2:0 Lucas Castromán 29, Iván Moreno y Fabianesi 82                                                               |
| 23 września 2006 | CA Lanús – San Lorenzo de Almagro 2:0 Maximiliano Velázquez 54k, 92k                                                                                   |
| 24 września 2006 | Racing Club de Avellaneda – CA Argentino de Quilmes 1:0 Alfredo González 91s                                                                           |
| 24 września 2006 | Newell’s Old Boys – Gimnasia y Esgrima Jujuy 1:0 Santiago Salcedo 39                                                                                   |
| 24 września 2006 | Godoy Cruz Antonio Tomba – CA Banfield 1:3 Hernán Buján 25 – Silvio González 13, Josemir Lujambio 67, Fabián Santana 87                                |
| 24 września 2006 | Gimnasia y Esgrima La Plata – Rosario Central 0:1 Germán Alemanno 88                                                                                   |
| 24 września 2006 | Nueva Chicago Buenos Aires – Boca Juniors 0:1 Neri Cardozo 11                                                                                          |
| 24 września 2006 | River Plate – CA Colón 1:1 Federico Domínguez 38 – Rubén Ramírez 89                                                                                    |

### Apertura 9
Według AFA
| Data                | Mecz |
| ------------------- | --- |
| 29 września 2006    | CA Colón – Newell’s Old Boys 1:1 Rubén Ramírez 17 – Carlos Araujo 45                                                                                       |
| 30 września 2006    | Gimnasia y Esgrima Jujuy – Racing Club de Avellaneda 0:3 Facundo Sava 2, 61, Maximiliano Moralez 66                                                        |
| 30 września 2006    | San Lorenzo de Almagro – Estudiantes La Plata 0:1 Pablo Sebastián Álvarez 37                                                                               |
| 30 września 2006    | CA Banfield – Nueva Chicago Buenos Aires 1:1 Silvio González 7 – Federico Higuain 5                                                                        |
| 1 października 2006 | Arsenal Sarandí Buenos Aires – CA Lanús 1:1 Javier Yacuzzi 81 – Rodrigo Archubi 11                                                                         |
| 1 października 2006 | CA Independiente – Gimnasia y Esgrima La Plata 3:0 Ismael Sosa 18, Daniel Montenegro 34, Sergio Órteman 51 mecz rozegrany został na stadionie klubu Racing |
| 1 października 2006 | CA Argentino de Quilmes – Argentinos Juniors 2:2 José Chatruc 39, Eduardo Bustos Montoya 91 – Juan Pablo Avendaño 25, Leonel Núñez 36                      |
| 1 października 2006 | Rosario Central – Godoy Cruz Antonio Tomba 1:1 Kily González 55 – Luis Torresi 74                                                                          |
| 1 października 2006 | Boca Juniors – CA Vélez Sarsfield 3:2 Fernando Gago 69, Rodrigo Palacio 75, 88 – Maximiliano Pellegrino 27, Mauro Zárate 34                                |
| 1 października 2006 | Belgrano Córdoba – River Plate 1:1 Ezequiel Arriola 86 – Marcelo Gallardo 24k                                                                              |

### Apertura 10
Według AFA
| Data                | Mecz |
| ------------------- | --- |
| 6 października 2006 | Nueva Chicago Buenos Aires – Rosario Central 0:3 Marco Rubén 17, Gonzalo Belloso 57, Leonardo Borzani 89                                 |
| 6 października 2006 | Gimnasia y Esgrima La Plata – San Lorenzo de Almagro 3:2 Santiago Silva 16, 80, Roberto Cornejo 21k – Andrés Silvera 52, Diego Rivero 92 |
| 7 października 2006 | Argentinos Juniors – Gimnasia y Esgrima Jujuy 2:1 Leonel Núñez 19, Gabriel Hauche 29 – Gustavo Balvorín 56                               |
| 7 października 2006 | Arsenal Sarandí Buenos Aires – CA Argentino de Quilmes 2:1 Alejandro Gómez 40, Lucas Valdemarín 86 – Diego Alberto Torres 48             |
| 7 października 2006 | Godoy Cruz Antonio Tomba – CA Independiente 3:1 Mauro Poy 38, Hernán Buján 51, Diego Villar 59 – Daniel Montenegro 67                    |
| 7 października 2006 | CA Vélez Sarsfield – CA Banfield 2:2 Mariano Uglessich 29, Mauro Zárate 93 – Cristian Bardaro 70, 81                                     |
| 7 października 2006 | CA Lanús – Estudiantes La Plata 0:3 Mariano Pavone 48, 60, Juan Cominges 78                                                              |
| 8 października 2006 | Racing Club de Avellaneda – CA Colón 2:1 Maximiliano Moralez 21, Gonzalo Rubén Bergessio 69 – Germán Rivarola 11                         |
| 8 października 2006 | Newell’s Old Boys – Belgrano Córdoba 0:1 Franco Peppino 44                                                                               |
| 8 października 2006 | River Plate – Boca Juniors 3:1 Gonzalo Higuain 29, 53, Ernesto Farías 67 – Rodrigo Palacio 31                                            |

### Apertura 11
Według AFA
| Data                 | Mecz |
| -------------------- | --- |
| 13 października 2006 | Rosario Central – CA Vélez Sarsfield 1:2 Marco Rubén 7 – Hernán Pellerano 59, Mauro Zárate 85                                                           |
| 14 października 2006 | CA Colón – Argentinos Juniors 3:1 Rubén Ramírez 8, 57, Giovanni Hernández 15k – Franco Niell 35                                                         |
| 14 października 2006 | CA Independiente – Nueva Chicago Buenos Aires 3:2 Ismael Sosa 67, 90, 92 – Federico Higuain 39, 82 mecz rozegrany został na stadionie klubu Racing      |
| 14 października 2006 | CA Argentino de Quilmes – CA Lanús 1:2 Sebastián Rusculleda 20 – Sebastián Hoyos 56, Diego Manicero 60                                                  |
| 15 października 2006 | Estudiantes La Plata – Gimnasia y Esgrima La Plata 7:0 Diego Alberto Galván 3, 50, José Luis Calderón 23, 72, 84, Mariano Pavone 35, Pablo Lugüercio 77 |
| 15 października 2006 | Gimnasia y Esgrima Jujuy – Arsenal Sarandí Buenos Aires 0:0                                                                                             |
| 15 października 2006 | Belgrano Córdoba – Racing Club de Avellaneda 0:1 Maximiliano Moralez 18                                                                                 |
| 15 października 2006 | San Lorenzo de Almagro – Godoy Cruz Antonio Tomba 3:0 Andrés Silvera 10, Ezequiel Lavezzi 58, Cristian Tula 78                                          |
| 15 października 2006 | CA Banfield – River Plate 0:1 Ernesto Farías 46 |
| 15 października 2006 | Boca Juniors – Newell’s Old Boys 3:1 Guillermo Barros Schelotto 31, Daniel Díaz 76, Nicolás Bertolo 81 – Óscar Cardozo 84                               |

### Apertura 12
Według AFA
| Data                 | Mecz |
| -------------------- | --- |
| 20 października 2006 | Nueva Chicago Buenos Aires – San Lorenzo de Almagro 2:1 Cristian Pellerano 32, 48 – Jonathan Bottinelli 24                       |
| 21 października 2006 | Arsenal Sarandí Buenos Aires – CA Colón 2:1 Jorge Ortiz 47, Lucas Valdemarín 63 – Freddy Grisales 35                             |
| 21 października 2006 | CA Vélez Sarsfield – CA Independiente 2:1 Mariano Uglessich 2, Iván Moreno y Fabianesi 28 – Germán Denis 49                      |
| 22 października 2006 | Godoy Cruz Antonio Tomba – Estudiantes La Plata 1:3 Gustavo Pinto 92 – Agustín Alayes 1, José Ernesto Sosa 30, Mariano Pavone 34 |
| 22 października 2006 | CA Lanús – Gimnasia y Esgrima La Plata 0:1 Santiago Silva 90                                                                     |
| 22 października 2006 | CA Argentino de Quilmes – Gimnasia y Esgrima Jujuy 2:0 Sebastián Rusculleda 20, Diego Alberto Torres 37k                         |
| 22 października 2006 | Newell’s Old Boys – CA Banfield 0:0                                                                                              |
| 22 października 2006 | Argentinos Juniors – Belgrano Córdoba 2:1 Leonel Núñez 2, Sebastián Carrera 3 – Paolo Frangipane 20                              |
| 22 października 2006 | River Plate – Rosario Central 2:0 Marcelo Gallardo 33k, Radamel Falcao 63                                                        |
| 1 listopada 2006     | Racing Club de Avellaneda – Boca Juniors 0:0                                                                                     |

### Apertura 13
Według AFA
| Data                 | Mecz |
| -------------------- | --- |
| 27 października 2006 | Gimnasia y Esgrima Jujuy – CA Lanús 2:0 Gustavo Balvorín 34, 84                                                                   |
| 28 października 2006 | Estudiantes La Plata – Nueva Chicago Buenos Aires 2:1 Mariano Pavone 17, Adrián Manuel González 32s – Federico Higuain 40         |
| 28 października 2006 | San Lorenzo de Almagro – CA Vélez Sarsfield 2:2 Osmar Ferreyra 89, Roberto Jiménez 92 – Mauro Zárate 41, 42                       |
| 29 października 2006 | Rosario Central – Newell’s Old Boys 4:1 Eduardo Coudet 18, Paulo Wanchope 35, Marco Rubén 45, Kily González 80 – Carlos Araujo 48 |
| 29 października 2006 | Gimnasia y Esgrima La Plata – Godoy Cruz Antonio Tomba 2:1 Lucas Landa 23, 87 – Franco Mendoza 75                                 |
| 29 października 2006 | CA Colón – CA Argentino de Quilmes 0:0                                                                                            |
| 29 października 2006 | Belgrano Córdoba – Arsenal Sarandí Buenos Aires 0:1 Mauro Iván Óbolo 47                                                           |
| 29 października 2006 | CA Independiente – River Plate 0:0 mecz rozegrany został na stadionie klubu Racing Club de Avellaneda                             |
| 29 października 2006 | Boca Juniors – Argentinos Juniors 2:1 Juan Krupoviesa 40, Mauro Boselli 72 – Sebastián Carrera 85                                 |
| 8 listopada 2006     | CA Banfield – Racing Club de Avellaneda 3:2 Ricardo Pagés 3, Martín Andrizzi 67, 75 – Leonardo Grimi 42, Luis Benítez 45          |

### Apertura 14
Według AFA
| Data             | Mecz |
| ---------------- | --- |
| 3 listopada 2006 | Argentinos Juniors – CA Banfield 1:1 Leonel Núñez 40 – Josemir Lujambio 7                                                                                          |
| 4 listopada 2006 | Racing Club de Avellaneda – Rosario Central 1:1 Gonzalo Rubén Bergessio 15 – Ricardo Moreira 31                                                                    |
| 4 listopada 2006 | CA Vélez Sarsfield – Estudiantes La Plata 0:1 Agustín Alayes 8 |
| 5 listopada 2006 | Newell’s Old Boys – CA Independiente 0:1 Germán Denis 30 |
| 5 listopada 2006 | River Plate – San Lorenzo de Almagro 5:0 Víctor Zapata 6, 61 Ernesto Farías 7, 90, Ariel Ortega 78                                                                 |
| 5 listopada 2006 | Gimnasia y Esgrima Jujuy – CA Colón 2:0 Gustavo Balvorín 52, Marcelo Quinteros 86                                                                                  |
| 5 listopada 2006 | Nueva Chicago Buenos Aires – Gimnasia y Esgrima La Plata 2:2 Omar Zarif 38, Federico Higuain 49 – Santiago Silva 13, 28                                            |
| 5 listopada 2006 | CA Lanús – Godoy Cruz Antonio Tomba 3:3 Claudio Fernando Graf 27, 90k, Marcos Aguirre 83 – Luis Torresi 3k, Franco Mendoza 51, Darío Salomón 95                    |
| 5 listopada 2006 | CA Argentino de Quilmes – Belgrano Córdoba 2:3 Eduardo Bustos Montoya 2, Diego Alberto Torres 57 – Mario Ariel Bolatti 5, Ezequiel Arriola 30, Paolo Frangipane 46 |
| 5 listopada 2006 | Arsenal Sarandí Buenos Aires – Boca Juniors 1:2 Santiago Raymonda 61 – Mauro Boselli 69, Rodrigo Palacio 77                                                        |

### Apertura 15
Według AFA
| Data              | Mecz |
| ----------------- | --- |
| 11 listopada 2006 | CA Banfield – Arsenal Sarandí Buenos Aires 1:2 Silvio González 30 – Alejandro Gómez 11, Juan Pablo Caffa 31                                                         |
| 11 listopada 2006 | Estudiantes La Plata – River Plate 3:1 Agustín Alayes 16, Leandro Benítez 65, Federico Lussenhoff 80s – Cristian Nasuti 72                                          |
| 12 listopada 2006 | Gimnasia y Esgrima La Plata – CA Vélez Sarsfield 0:3 Emiliano Papa 17, Maximiliano Pellegrino 57, Mauro Zárate 89                                                   |
| 12 listopada 2006 | Belgrano Córdoba – Gimnasia y Esgrima Jujuy 0:1 Darío Gandín 83 |
| 12 listopada 2006 | Rosario Central – Argentinos Juniors 2:1 Damián Ledesma 1, 36 – Gonzalo Choy González 33                                                                            |
| 12 listopada 2006 | CA Colón – CA Lanús 1:3 Gastón Esmerado 86 – Lautaro Acosta 20, Claudio Fernando Graf 65, Sebastián Leto 72                                                         |
| 12 listopada 2006 | Boca Juniors – CA Argentino de Quilmes 3:1 Martín Palermo 20, 77, Rodrigo Palacio 50 – Sebastián Rusculleda 53                                                      |
| 12 listopada 2006 | Godoy Cruz Antonio Tomba – Nueva Chicago Buenos Aires 4:0 Diego Villar 4, 74, Mariano Torresi 49, Gabriel Vallés 89                                                 |
| 12 listopada 2006 | CA Independiente – Racing Club de Avellaneda 2:0 Daniel Montenegro 6, 52 mecz przerwany został w 64 minucie z powodu zamieszek na trybunach – wynik meczu zachowano |
| 12 listopada 2006 | San Lorenzo de Almagro – Newell’s Old Boys 2:1 Roberto Jiménez 6, 14 – Cristian Ansaldi 75                                                                          |

### Apertura 16
Według AFA
| Data              | Mecz                                                                                                   |
| ----------------- | --- |
| 17 listopada 2006 | Argentinos Juniors – CA Independiente 2:0 Gonzalo Choy González 3, Germán Denis 76s                    |
| 18 listopada 2006 | Arsenal Sarandí Buenos Aires – Rosario Central 1:0 Andrés Eduardo Pérez 7                              |
| 18 listopada 2006 | CA Vélez Sarsfield – Godoy Cruz Antonio Tomba 2:0 Mauro Zárate 21, 67                                  |
| 18 listopada 2006 | CA Lanús – Nueva Chicago Buenos Aires 1:0 Claudio Fernando Graf 21                                     |
| 18 listopada 2006 | Newell’s Old Boys – Estudiantes La Plata 1:2 Óscar Cardozo 31 – José Luis Calderón 85, Pablo Piatti 88 |
| 19 listopada 2006 | CA Colón – Belgrano Córdoba 2:0 Claudio Enría 59, Rubén Ramírez 76                                     |
| 19 listopada 2006 | CA Argentino de Quilmes – CA Banfield 1:2 Diego Alberto Torres 51 – Darío Cvitanich 44, 85             |
| 19 listopada 2006 | River Plate – Gimnasia y Esgrima La Plata 2:0 Marcelo Gallardo 52, Gonzalo Higuaín 55                  |
| 19 listopada 2006 | Gimnasia y Esgrima Jujuy – Boca Juniors 1:2 Gabriel Ramón 45 – Neri Cardozo 27, Daniel Díaz 63         |
| 21 lutego 2006    | Racing Club de Avellaneda – San Lorenzo de Almagro 0:1 Roberto Jiménez 75                              |

### Apertura 17
Według AFA
| Data              | Mecz |
| ----------------- | --- |
| 24 listopada 2006 | Rosario Central – CA Argentino de Quilmes 4:2 Ángel Di María 46, Marco Rubén 55, 87, Gonzalo Martín De Porras 90 – Rodrigo Soria 20, Gustavo Ibáñez 73 |
| 24 listopada 2006 | San Lorenzo de Almagro – Argentinos Juniors 0:0 |
| 25 listopada 2006 | Nueva Chicago Buenos Aires – CA Vélez Sarsfield 1:1 Federico Higuaín 33 – Juan Manuel Varea 74                                                         |
| 25 listopada 2006 | Estudiantes La Plata – Racing Club de Avellaneda 2:0 Diego Alberto Galván 16, Gonzalo Saucedo 76                                                       |
| 26 listopada 2006 | CA Independiente – Arsenal Sarandí Buenos Aires 2:1 Leandro Gioda 31, 39 – Santiago Raymonda 9 mecz rozegrany został na stadionie klubu Racing         |
| 26 listopada 2006 | Godoy Cruz Antonio Tomba – River Plate 0:1 Fernando Belluschi 61                                                                                       |
| 26 listopada 2006 | Belgrano Córdoba – CA Lanús 1:1 Mariano Bolatti 87 – Marcos Aguirre 80                                                                                 |
| 26 listopada 2006 | Gimnasia y Esgrima La Plata – Newell’s Old Boys 2:1 Lucas Landa 13, Santiago Silva 70 – Cristian Ansaldi 19                                            |
| 26 listopada 2006 | CA Banfield – Gimnasia y Esgrima Jujuy 1:2 Cristian Lucchetti 84 – Darío Gandín 54, Ricardo Ernesto Gómez 89                                           |
| 26 listopada 2006 | Boca Juniors – CA Colón 4:1 Nery Cardozo 17, Guillermo Marino 51, Rodrigo Palacio 61, 90 – Giovanni Hernández 23                                       |

### Apertura 18
Według AFA
| Data           | Mecz |
| -------------- | --- |
| 1 grudnia 2006 | CA Argentino de Quilmes – CA Independiente 1:3 Eduardo Bustos Montoya 26 – David Abraham 10, Sergio Órteman 20, Germán Denis 29         |
| 1 grudnia 2006 | CA Lanús – CA Vélez Sarsfield 2:0 Santiago Hoyos 19, Agustín Pelletieri 35                                                              |
| 2 grudnia 2006 | Arsenal Sarandí Buenos Aires – San Lorenzo de Almagro 2:2 Lucas Valdemarín 6, 21 – Pablo Quatrocchi 4, Andrés Silvera 42                |
| 2 grudnia 2006 | CA Colón – CA Banfield 3:0 Rubén Ramírez 10, Claudio Enría 43, Freddy Grisales 90                                                       |
| 2 grudnia 2006 | Racing Club de Avellaneda – Gimnasia y Esgrima La Plata 3:1 Facundo Sava 18, 22, Gonzalo Rubén Bergessio 53 – Santiago Silva 16         |
| 2 grudnia 2006 | Newell’s Old Boys – Godoy Cruz Antonio Tomba 2:2 Santiago Salcedo 30, Óscar Cardozo 72 – Mariano Torresi 24, Mauro Poy 29               |
| 3 grudnia 2006 | River Plate – Nueva Chicago Buenos Aires 1:2 Ernesto Farías 3 – Federico Higuaín 49, Jorge Martínez 64                                  |
| 3 grudnia 2006 | Gimnasia y Esgrima Jujuy – Rosario Central 1:0 Javier García 89                                                                         |
| 3 grudnia 2006 | Belgrano Córdoba – Boca Juniors 1:0 Franco Peppino 61                                                                                   |
| 3 grudnia 2006 | Argentinos Juniors – Estudiantes La Plata 2:2 Jorge Quinteros 24, Gonzalo Choy González 89 – Mariano Pavone 77, Juan Sebastián Verón 86 |

### Apertura 19
Według AFA
| Data            | Mecz |
| --------------- | --- |
| 8 grudnia 2006  | CA Independiente – Gimnasia y Esgrima Jujuy 1:2 Federico González 61 – Gustavo Balvorín 1, Darío Gandín 71                                          |
| 8 grudnia 2006  | San Lorenzo de Almagro – CA Argentino de Quilmes 2:4 Adrián Manuel González 2k, 11k – Héctor Vidal Sosa 43, 44k, Estéban García 51, Damián Musto 65 |
| 9 grudnia 2006  | Godoy Cruz Antonio Tomba – Racing Club de Avellaneda 0:0                                                                                            |
| 9 grudnia 2006  | Gimnasia y Esgrima La Plata – Argentinos Juniors 1:0 Héctor Daniel Romero 50                                                                        |
| 9 grudnia 2006  | Nueva Chicago Buenos Aires – Newell’s Old Boys 2:1 Jorge Martínez 79, Federico Higuaín 89k – Óscar Cardozo 29                                       |
| 10 grudnia 2006 | Rosario Central – CA Colón 3:0 Germán Alemano 45, Paulo Wanchope 84, Emilio Zelaya 90                                                               |
| 10 grudnia 2006 | CA Vélez Sarsfield – River Plate 1:1 Lucas Castromán 83 – Gonzalo Higuaín 48                                                                        |
| 10 grudnia 2006 | Estudiantes La Plata – Arsenal Sarandí Buenos Aires 2:0 Agustín Alayes 85, Mariano Pavone 89                                                        |
| 10 grudnia 2006 | CA Banfield – Belgrano Córdoba 3:1 Cristian Lucchetti 20k, Gerónimo Barrales 45, Julio Barraza 55 – Juan José Serrizuela 25k                        |
| 10 grudnia 2006 | Boca Juniors – CA Lanús 1:2 Martín Palermo 30k – Claudio Fernando Graf 44, Rodrigo Archubi 57                                                       |

### Tabela końcowa Apertura 2006/07
| Poz | Klub                         | Mecze | Zw | Rem | Por | Pkt | BrZd | BrStr |
| --- | ---------------------------- | ----- | -- | --- | --- | --- | ---- | ----- |
| 1   | Estudiantes La Plata         | 19    | 14 | 2   | 3   | 44  | 35   | 12    |
| 2   | Boca Juniors                 | 19    | 14 | 2   | 3   | 44  | 41   | 17    |
| 3   | River Plate                  | 19    | 11 | 5   | 3   | 38  | 33   | 17    |
| 4   | CA Independiente             | 19    | 10 | 2   | 7   | 32  | 33   | 24    |
| 5   | Arsenal Sarandí Buenos Aires | 19    | 9  | 5   | 5   | 32  | 26   | 22    |
| 6   | CA Lanús                     | 19    | 9  | 4   | 6   | 31  | 26   | 24    |
| 7   | CA Vélez Sarsfield           | 19    | 8  | 6   | 5   | 30  | 25   | 18    |
| 8   | Rosario Central              | 19    | 8  | 4   | 7   | 28  | 28   | 22    |
| 9   | San Lorenzo de Almagro       | 19    | 8  | 4   | 7   | 28  | 30   | 33    |
| 10  | Racing Club de Avellaneda    | 19    | 7  | 5   | 7   | 26  | 22   | 19    |
| 11  | Gimnasia y Esgrima Jujuy     | 19    | 8  | 2   | 9   | 26  | 19   | 19    |
| 12  | Belgrano Córdoba             | 19    | 6  | 5   | 8   | 23  | 18   | 24    |
| 13  | Gimnasia y Esgrima La Plata  | 19    | 7  | 2   | 10  | 23  | 21   | 40    |
| 14  | Nueva Chicago Buenos Aires   | 19    | 6  | 4   | 9   | 22  | 20   | 32    |
| 15  | CA Banfield                  | 19    | 4  | 8   | 7   | 20  | 21   | 26    |
| 16  | Argentinos Juniors           | 19    | 5  | 5   | 9   | 20  | 22   | 28    |
| 17  | CA Colón                     | 19    | 5  | 3   | 11  | 18  | 20   | 34    |
| 18  | Godoy Cruz Antonio Tomba     | 19    | 3  | 8   | 8   | 17  | 19   | 26    |
| 19  | Newell’s Old Boys            | 19    | 3  | 7   | 9   | 16  | 21   | 28    |
| 20  | CA Argentino de Quilmes      | 19    | 2  | 3   | 14  | 9   | 23   | 38    |

Z powodu równej liczby punktów dwóch najlepszych w tabeli klubów dla wyłonienia mistrza Argentyny turnieju Apertura konieczne było rozegranie barazu.
| Data            | Mecz                                                                                               |
| --------------- | -------------------------------------------------------------------------------------------------- |
| 13 grudnia 2006 | Boca Juniors – Estudiantes La Plata 1:2 Martín Palermo 4 – José Ernesto Sosa 64, Mariano Pavone 80 |

Mistrzem Argentyny turnieju Apertura został klub Estudiantes La Plata.

### Klasyfikacja strzelców bramek
| Gole | Piłkarz         | Klub                 |
| ---- | --------------- | -------------------- |
| 12   | Rodrigo Palacio | Boca Juniors         |
| 12   | Mauro Zárate    | CA Vélez Sarsfield   |
| 11   | Óscar Cardozo   | Newell’s Old Boys    |
| 11   | Martín Palermo  | Boca Juniors         |
| 11   | Mariano Pavone  | Estudiantes La Plata |

### Tablica spadkowa na koniec turnieju Apertura 2006/07
Tabela ma jedynie charakter orientacyjny. Dopiero stan tej tabeli na koniec turnieju Clausura zadecyduje, które z zespołów spadną do drugiej ligi, a które zagrają o utrzymanie się w lidze w barażach. Można z tej tabeli odczytać, które z drużyn przed turniejem Clausura były szczególnie zagrożone spadkiem.
| Poz | Klub                         | 2004/05 pkt/m | 2005/06 pkt/m | 2006/07 pkt/m | Razem pkt/mecze | Średnia |
| --- | ---------------------------- | ------------- | ------------- | ------------- | --------------- | ------- |
| 1   | Boca Juniors                 | 48/38         | 83/38         | 44/19         | 175/95          | 1.842   |
| 2   | CA Vélez Sarsfield           | 73/38         | 58/38         | 30/19         | 161/95          | 1.695   |
| 3   | River Plate                  | 60/38         | 62/38         | 38/19         | 160/95          | 1.684   |
| 4   | Estudiantes La Plata         | 61/38         | 52/38         | 44/19         | 157/95          | 1.653   |
| 5   | Gimnasia y Esgrima La Plata  | 54/38         | 69/38         | 23/19         | 146/95          | 1.537   |
| 6   | CA Lanús                     | 54/38         | 58/38         | 31/19         | 143/95          | 1.505   |
| 7   | CA Banfield                  | 59/38         | 59/38         | 20/19         | 138/95          | 1.453   |
| 8   | CA Independiente             | 49/38         | 55/38         | 32/19         | 136/95          | 1.432   |
| 9   | San Lorenzo de Almagro       | 52/38         | 56/38         | 25/19         | 133/94          | 1.415   |
| 10  | Rosario Central              | 61/38         | 45/38         | 28/19         | 134/95          | 1.411   |
| 11  | Arsenal Sarandí Buenos Aires | 54/38         | 44/38         | 32/19         | 130/95          | 1.368   |
| 12  | Racing Club de Avellaneda    | 58/38         | 44/38         | 26/19         | 128/94          | 1.362   |
| 13  | Gimnasia y Esgrima Jujuy     | 0/0           | 51/38         | 26/19         | 77/57           | 1.351   |
| 14  | Newell’s Old Boys            | 60/38         | 51/38         | 16/19         | 127/95          | 1.337   |
| 15  | CA Colón                     | 53/38         | 46/38         | 18/19         | 117/95          | 1.232   |
| 16  | Belgrano Córdoba             | 0/0           | 0/0           | 23/19         | 23/19           | 1.211   |
| 17  | Argentinos Juniors           | 43/38         | 50/38         | 20/19         | 113/95          | 1.189   |
| 18  | Nueva Chicago Buenos Aires   | 0/0           | 0/0           | 22/19         | 22/19           | 1.158   |
| 19  | CA Argentino de Quilmes      | 44/38         | 39/38         | 9/19          | 92/95           | 0.968   |
| 20  | Godoy Cruz Antonio Tomba     | 0/0           | 0/0           | 17/19         | 17/19           | 0.895   |

## Torneo Clausura 2006/07

### Clausura 1
Według AFA
| Data           | Mecz |
| -------------- | --- |
| 9 lutego 2007  | CA Independiente – CA Colón 1:3 Germán Denis 60 – Rubén Ramírez 4, Gastón Esmerado 8, José Sand 41                         |
| 9 lutego 2007  | Gimnasia y Esgrima La Plata – Arsenal Sarandí Buenos Aires 0:2 Pablo Garnier 59, 81                                        |
| 10 lutego 2007 | CA Banfield – Boca Juniors 0:4 Neri Cardozo 8, Claudio Morel Rodríguez 21, Sergio Órteman 36, Carlos Galván 70s            |
| 10 lutego 2007 | CA Vélez Sarsfield – Newell’s Old Boys 2:0 Damián Escudero 4, Mauro Zárate 35                                              |
| 11 lutego 2007 | San Lorenzo de Almagro – Gimnasia y Esgrima Jujuy 2:1 Jonathan Bottinelli 24, Osmar Ferreyra 26 – Ricardo Ernesto Gómez 33 |
| 11 lutego 2007 | Rosario Central – Belgrano Córdoba 1:0 Damián Ledesma 74                                                                   |
| 11 lutego 2007 | River Plate – CA Lanús 1:0 Eduardo Tuzzio 90                                                                               |
| 11 lutego 2007 | Nueva Chicago Buenos Aires – Racing Club de Avellaneda 1:1 Gonzalo Rubén Bergessio 29s – Facundo Sava 86                   |
| 11 lutego 2007 | Godoy Cruz Antonio Tomba – Argentinos Juniors 2:0 Martín Arzuaga 19, Enzo Nicolás Pérez 41                                 |
| 12 lutego 2007 | Estudiantes La Plata – CA Argentino de Quilmes 2:0 Mariano Pavone 55k, José Luis Calderón 62                               |

### Clausura 2
Według AFA
| Data           | Mecz |
| -------------- | --- |
| 16 lutego 2007 | CA Lanús – CA Banfield 2:1 Javier Sanguinetti 34s, Agustín Pelletieri 70 – Darío Cvitanich 51                                                       |
| 16 lutego 2007 | Belgrano Córdoba – CA Independiente 0:0 |
| 17 lutego 2007 | Arsenal Sarandí Buenos Aires – Godoy Cruz Antonio Tomba 2:1 Jorge Ortiz 6, Andrés San Martín 58 – José Devaca 38                                    |
| 17 lutego 2007 | Newell’s Old Boys – River Plate 0:2 walkower (bramka anulowana) – Ernesto Farías 37, 70 mecz przerwany w 88 minucie przy stanie 1:2 dla River Plate |
| 17 lutego 2007 | CA Colón – San Lorenzo de Almagro 1:1 Emanuel Centurión 15 – Cristian Raúl Ledesma 85                                                               |
| 17 lutego 2007 | Gimnasia y Esgrima Jujuy – Estudiantes La Plata 0:0                                                                                                 |
| 18 lutego 2007 | Argentinos Juniors – Nueva Chicago Buenos Aires 3:0 Leandro Desábato 43, Leonel Núñez 70, Gonzalo Abán 93                                           |
| 18 lutego 2007 | Racing Club de Avellaneda – CA Vélez Sarsfield 2:2 Claudio Fileppi 71, Facundo Sava 75 – Mauro Zárate 25, Iván Moreno y Fabianesi 91                |
| 18 lutego 2007 | Boca Juniors – Rosario Central 1:1 Rodrigo Palacio 55 – Emilio Zelaya 39                                                                            |
| 18 lutego 2007 | CA Argentino de Quilmes – Gimnasia y Esgrima La Plata 2:2 Gustavo Ibáñez 42, 61 – Ignacio Piatti 10, Antonio Piergüidi 83                           |

### Clausura 3
Według AFA
| Data           | Mecz |
| -------------- | --- |
| 23 lutego 2007 | Estudiantes La Plata – CA Colón 2:2 José Luis Calderón 12, Mariano Pavone 69 – José Sand 21, Rubén Ramírez 58k                                       |
| 23 lutego 2007 | Nueva Chicago Buenos Aires – Arsenal Sarandí Buenos Aires 0:4 Mauro Óbolo 12, 51, Pablo Mouche 65, Santiago Raymonda 77                              |
| 24 lutego 2007 | CA Independiente – Boca Juniors 1:3 Emiliano Daniel Armenteros 22 – Neri Cardozo 42, Rodrigo Palacio 43, Martín Palermo 93                           |
| 24 lutego 2007 | Rosario Central – CA Banfield 1:1 Ronald Raldes 10 – Darío Cvitanich 63                                                                              |
| 24 lutego 2007 | CA Vélez Sarsfield – Argentinos Juniors 0:2 Leandro Desábato 68, Leonel Nuñez 75                                                                     |
| 25 lutego 2007 | Gimnasia y Esgrima La Plata – Gimnasia y Esgrima Jujuy 2:0 Luciano Leguizamón 39, Álvaro Ormeño 90                                                   |
| 25 lutego 2007 | San Lorenzo de Almagro – Belgrano Córdoba 1:0 Roberto Jiménez 41                                                                                     |
| 25 lutego 2007 | CA Lanús – Newell’s Old Boys 3:2 Walter Ribonetto 17k, Lautaro Acosta 48, Agustín Pelletieri 82k – Adrián Peralta 6, Óscar Cardozo 55                |
| 25 lutego 2007 | River Plate – Racing Club de Avellaneda 4:2 Radamel Falcao 2, 49, Diego Alberto Galván 60, Víctor Zapata 84 – Franco Sosa 39, Maximiliano Moralez 61 |
| 25 lutego 2007 | Godoy Cruz Antonio Tomba – CA Argentino de Quilmes 3:0 Juan Herbella 69, Martín Arzuaga 84, Enzo Nicolás Pérez 87                                    |

### Clausura 4
Według AFA
| Data         | Mecz |
| ------------ | --- |
| 2 marca 2007 | Racing Club de Avellaneda – Newell’s Old Boys 0:1 Nicolás Spolli 20                                                                      |
| 2 marca 2007 | CA Colón – Gimnasia y Esgrima La Plata 1:2 Rubén Ramírez 63 – Santiago Silva 4, 35                                                       |
| 3 marca 2007 | CA Banfield – CA Independiente 2:1 Javier Villarreal 74, Roberto Salvatierra 83 – Juan Eluchans 31                                       |
| 3 marca 2007 | Belgrano Córdoba – Estudiantes La Plata 1:2 Matías Oyola 55 – Pablo Piatti 37, José Luis Calderón 92                                     |
| 4 marca 2007 | Gimnasia y Esgrima Jujuy – Godoy Cruz Antonio Tomba 2:1 Darío Gandín 70, Marcelo Quinteros 90k – Martín Arzuaga 24k                      |
| 4 marca 2007 | CA Argentino de Quilmes – Nueva Chicago Buenos Aires 1:0 Diego Alberto Torres 15                                                         |
| 4 marca 2007 | Arsenal Sarandí Buenos Aires – CA Vélez Sarsfield 3:1 Pablo Garnier 11, Lucas Valdemarín 46, Carlos Categlione 80 – Mariano Uglessich 40 |
| 4 marca 2007 | Argentinos Juniors – River Plate 2:1 Sebastián Carrera 26, Gabriel Hauche 53 – Marco Rubén 18                                            |
| 4 marca 2007 | Rosario Central – CA Lanús 2:3 Ángel Di María 41, Emilio Zelaya 43 – Walter Ribonetto 22k, Agustín Pelletieri 77, Cristian Fabbiani 89   |
| 4 marca 2007 | Boca Juniors – San Lorenzo de Almagro 0:3 Ezequiel Lavezzi 20, Gastón Fernández 66, Andrés Silvera 71                                    |

### Clausura 5
Według AFA
| Data          | Mecz |
| ------------- | --- |
| 9 marca 2007  | Nueva Chicago Buenos Aires – Gimnasia y Esgrima Jujuy 0:0                                                                            |
| 9 marca 2007  | CA Independiente – Rosario Central 2:0 José Moreno Mora 22, Hernán Fredes 91                                                         |
| 10 marca 2007 | Estudiantes La Plata – Boca Juniors 1:3 José Luis Calderón 85 – Martín Palermo 39, 43, 63                                            |
| 10 marca 2007 | CA Vélez Sarsfield – CA Argentino de Quilmes 1:0 Iván Moreno y Fabianesi 78                                                          |
| 11 marca 2007 | Godoy Cruz Antonio Tomba – CA Colón 2:0 Mariano Torresi 35, Martín Arzuaga 40                                                        |
| 11 marca 2007 | Gimnasia y Esgrima La Plata – Belgrano Córdoba 2:2 Ignacio Piatti 54, Antonio Pierguidi 83 – Matías Donnet 78, Daniel Andrés Ríos 89 |
| 11 marca 2007 | San Lorenzo de Almagro – CA Banfield 2:1 Gastón Fernández 35k, 66 – Silvio González 8                                                |
| 11 marca 2007 | CA Lanús – Racing Club de Avellaneda 1:2 Sebastián Blanco 69 – Claudio López 34, Maximiliano Moralez 92                              |
| 11 marca 2007 | Newell’s Old Boys – Argentinos Juniors 1:0 Óscar Cardozo 44                                                                          |
| 11 marca 2007 | River Plate – Arsenal Sarandí Buenos Aires 2:1 Paulo Ferrari 22, Fernando Belluschi 93 – Ezequiel Llama 55                           |

### Clausura 6
Według AFA
| Data          | Mecz |
| ------------- | --- |
| 16 marca 2007 | Arsenal Sarandí Buenos Aires – Newell’s Old Boys 2:3 Carlos Casteglione 15, Jorge Ortiz 23 – Óscar Cardozo 20, Mauro Cejas 38, Óscar Cardozo 68    |
| 16 marca 2007 | CA Banfield – Estudiantes La Plata 0:2 Josimar Mosquera 18, Mariano Pavone 60                                                                      |
| 17 marca 2007 | CA Independiente – CA Lanús 1:0 José Moreno Mora 31                                                                                                |
| 17 marca 2007 | Rosario Central – San Lorenzo de Almagro 0:1 Gastón Fernández 51                                                                                   |
| 18 marca 2007 | Belgrano Córdoba – Godoy Cruz Antonio Tomba 3:2 Andrés Yllana 12, Daniel Andrés Ríos 58, Matías Donnet 61 – Mariano Torresi 37, Osvaldo Miranda 77 |
| 18 marca 2007 | CA Colón – Nueva Chicago Buenos Aires 1:2 Marcelo Goux 56 – Ariel Nahuelpan 36, Federico Higuaín 43                                                |
| 18 marca 2007 | Gimnasia y Esgrima Jujuy – CA Vélez Sarsfield 0:1 Mariano Uglessich 66                                                                             |
| 18 marca 2007 | CA Argentino de Quilmes – River Plate 0:1 Ariel Ortega 93                                                                                          |
| 18 marca 2007 | Argentinos Juniors – Racing Club de Avellaneda 1:0 Leonel Nuñez 76                                                                                 |
| 18 marca 2007 | Boca Juniors – Gimnasia y Esgrima La Plata 5:1 Neri Cardozo 2, Martín Palermo 6, 10, 15, 72 – Luciano Leguizamón 50                                |

### Clausura 7
Według AFA
| Data          | Mecz |
| ------------- | --- |
| 23 marca 2007 | Racing Club de Avellaneda – Arsenal Sarandí Buenos Aires 2:2 Claudio López 24k, 65 – Jorge Ortiz 14, Lucas Valdemarín 85                                 |
| 23 marca 2007 | Nueva Chicago Buenos Aires – Belgrano Córdoba 2:0 Ariel Nahuelpan 39, Mariano Donda 88                                                                   |
| 24 marca 2007 | CA Vélez Sarsfield – CA Colón 1:1 Gustavo Balvorín 17 – Claudio Enria 88                                                                                 |
| 24 marca 2007 | Estudiantes La Plata – Rosario Central 3:0 Pablo Piatti 43, Pablo Lugüercio 77, 86                                                                       |
| 25 marca 2007 | River Plate – Gimnasia y Esgrima Jujuy 0:1 Mario Turdó 78                                                                                                |
| 25 marca 2007 | Godoy Cruz Antonio Tomba – Boca Juniors 0:1 Mauro Boselli 83                                                                                             |
| 25 marca 2007 | Gimnasia y Esgrima La Plata – CA Banfield 0:1 Josemir Lujambio 13k                                                                                       |
| 25 marca 2007 | San Lorenzo de Almagro – CA Independiente 4:3 Andrés Silvera 9, 63, Gastón Fernández 44, Jonathan Bottinelli 76 – Lucas Pusineri 17, 68, Germán Denis 41 |
| 25 marca 2007 | CA Lanús – Argentinos Juniors 2:1 Lautaro Acosta 34, Walter Ribonetto 49 – Sebastián Carrera 60                                                          |
| 25 marca 2007 | Newell’s Old Boys – CA Argentino de Quilmes 2:2 Sebastián Arrieta 71, Adrián Peralta 85 – Jorge Medina 57, Héctor Vidal Sosa 65                          |

### Clausura 8
Według AFA
| Data             | Mecz |
| ---------------- | --- |
| 30 marca 2007    | CA Banfield – Godoy Cruz Antonio Tomba 0:0 |
| 31 marca 2007    | Boca Juniors – Nueva Chicago Buenos Aires 2:0 Clemente Rodríguez 55, Neri Cardozo 64                                                                                |
| 1 kwietnia 2007  | Belgrano Córdoba – CA Vélez Sarsfield 3:0 Matías Oyola 10, Matías Suárez 52, Matías Porcari 76                                                                      |
| 1 kwietnia 2007  | San Lorenzo de Almagro – CA Lanús 1:0 Andrés Silvera 17 |
| 1 kwietnia 2007  | Gimnasia y Esgrima Jujuy – Newell’s Old Boys 0:1 Óscar Cardozo 91                                                                                                   |
| 1 kwietnia 2007  | Arsenal Sarandí Buenos Aires – Argentinos Juniors 0:2 Leandro Desábato 32, Gonzalo Choy González 82                                                                 |
| 1 kwietnia 2007  | CA Independiente – Estudiantes La Plata 0:0 |
| 25 kwietnia 2007 | Rosario Central – Gimnasia y Esgrima La Plata 1:0 Gonzalo Belloso 29                                                                                                |
| 2 maja 2007      | CA Colón – River Plate 0:0 |
| 2 maja 2007      | CA Argentino de Quilmes – Racing Club de Avellaneda 2:3 Carlos Luna 58, Esteban García 59 – Sebastián Romero 25, Maximiliano Moralez 49, Gonzalo Rubén Bergessio 90 |

### Clausura 9
Według AFA
| Data            | Mecz |
| --------------- | --- |
| 6 kwietnia 2007 | Racing Club de Avellaneda – Gimnasia y Esgrima Jujuy 0:1 Mauricio Almada 47                                                                                                  |
| 7 kwietnia 2007 | Argentinos Juniors – CA Argentino de Quilmes 1:1 Gabriel Hauche 36 – Pablo Batalla 71                                                                                        |
| 7 kwietnia 2007 | Nueva Chicago Buenos Aires – CA Banfield 2:1 Horacio Cardozo 18, Omar Zarif 24 – Cristian Lucchetti 8k mecz przerwany został w 27 minucie – dokończony 25 kwietnia 2007 roku |
| 7 kwietnia 2007 | Estudiantes La Plata – San Lorenzo de Almagro 2:1 Pablo Piatti 44, José Ernesto Sosa 75 – Ezequiel Lavezzi 93                                                                |
| 8 kwietnia 2007 | Gimnasia y Esgrima La Plata – CA Independiente 4:1 Santiago Silva 20, Luciano Leguizamón 54, 56, Sergio Leal 59 – Ismael Sosa 89                                             |
| 8 kwietnia 2007 | Newell’s Old Boys – CA Colón 1:3 Óscar Cardozo 89 – Rubén Ramírez 2, Emanuel Centurión 15, Freddy Grisales 83                                                                |
| 8 kwietnia 2007 | CA Lanús – Arsenal Sarandí Buenos Aires 0:0 |
| 8 kwietnia 2007 | CA Vélez Sarsfield – Boca Juniors 1:3 Mariano Pellegrino 78 – Neri Cardozo 2, Rodrigo Palacio 26, 79                                                                         |
| 8 kwietnia 2007 | Godoy Cruz Antonio Tomba – Rosario Central 2:1 Martín Arzuaga 37k, Diego Villar 92 – Damián Díaz 90                                                                          |
| 8 kwietnia 2007 | River Plate – Belgrano Córdoba 1:1 Augusto Fernández 80 – Marcelo Delgado 29k                                                                                                |

### Clausura 10
Według AFA
| Data             | Mecz |
| ---------------- | --- |
| 13 kwietnia 2007 | CA Colón – Racing Club de Avellaneda 1:1 Diego Reynoso 83 – Gonzalo Rubén Bergessio 25                                     |
| 14 kwietnia 2007 | San Lorenzo de Almagro – Gimnasia y Esgrima La Plata 1:0 Gastón Fernández 17                                               |
| 14 kwietnia 2007 | CA Independiente – Godoy Cruz Antonio Tomba 0:2 Mariano Torresi 70k, Diego Villar 72                                       |
| 15 kwietnia 2007 | CA Banfield – CA Vélez Sarsfield 2:3 Javier Sanguinetti 39, Darío Cvitanich 78 – Damián Escudero 3, 4, Gustavo Balvorín 16 |
| 15 kwietnia 2007 | Gimnasia y Esgrima Jujuy – Argentinos Juniors 0:0                                                                          |
| 15 kwietnia 2007 | Rosario Central – Nueva Chicago Buenos Aires 3:0 Kily González 7, Damián Díaz 56, Gonzalo Belloso 62                       |
| 15 kwietnia 2007 | Belgrano Córdoba – Newell’s Old Boys 0:2 Óscar Cardozo 10, 77                                                              |
| 15 kwietnia 2007 | Boca Juniors – River Plate 1:1 Pablo Ledesma 1 – Mauro Rosales 49                                                          |
| 15 kwietnia 2007 | Estudiantes La Plata – CA Lanús 0:0                                                                                        |
| 8 maja 2007      | CA Argentino de Quilmes – Arsenal Sarandí Buenos Aires 0:1 Santiago Raymonda 60                                            |

### Clausura 11
Według AFA
| Data             | Mecz |
| ---------------- | --- |
| 20 kwietnia 2007 | Arsenal Sarandí Buenos Aires – Gimnasia y Esgrima Jujuy 1:0 Santiago Raymonda 57k                                                                                     |
| 20 kwietnia 2007 | Argentinos Juniors – CA Colón 1:1 Franco Niell 74 – José Sand 68 |
| 21 kwietnia 2007 | CA Lanús – CA Argentino de Quilmes 0:0 mecz przerwany w 9 minucie – dokończony 23 maja 2007                                                                           |
| 21 kwietnia 2007 | Nueva Chicago Buenos Aires – CA Independiente 0:0 |
| 22 kwietnia 2007 | Newell’s Old Boys – Boca Juniors 1:2 Sebastián Arrieta 91 – Martín Palermo 62k, Rodrigo Palacio 81                                                                    |
| 22 kwietnia 2007 | River Plate – CA Banfield 2:1 Paulo Ferrari 12k, Fernando Belluschi 69 – Eduardo Tuzzio 20s                                                                           |
| 22 kwietnia 2007 | Gimnasia y Esgrima La Plata – Estudiantes La Plata 1:2 Lucas Landa 38 – Mariano Pavone 40k, 63                                                                        |
| 22 kwietnia 2007 | Godoy Cruz Antonio Tomba – San Lorenzo de Almagro 1:2 Diego Villar 40 – Andrés Silvera 14, 74                                                                         |
| 22 kwietnia 2007 | Racing Club de Avellaneda – Belgrano Córdoba 3:3 Gonzalo Rubén Bergessio 21, 67, Cristian Pellerano 65 – Daniel Andrés Ríos 22, Andrés Yllana 38, César Mansanelli 51 |
| 22 kwietnia 2007 | CA Vélez Sarsfield – Rosario Central 0:2 Gonzalo Belloso 7, Ángel Di María 28                                                                                         |
| 23 maja 2007     | CA Lanús – CA Argentino de Quilmes 3:1 Mauricio Martín Romero 7, Santiago Biglieri 47, 71 – Carlos Luna 28 dokończenie 81 minut meczu przerwanego 21 kwietnia 2007    |

### Clausura 12
Według AFA
| Data             | Mecz |
| ---------------- | --- |
| 27 kwietnia 2007 | Belgrano Córdoba – Argentinos Juniors 0:2 Pablo Barzola 40, Leonel Nuñez75                                                                        |
| 27 kwietnia 2007 | CA Colón – Arsenal Sarandí Buenos Aires 1:1 Gastón Esmerado 19 – Cristian Llama 84                                                                |
| 27 kwietnia 2007 | Estudiantes La Plata – Godoy Cruz Antonio Tomba 1:0 Pablo Lugüercio 72                                                                            |
| 28 kwietnia 2007 | Rosario Central – River Plate 0:2 Marco Rubén 21, 82                                                                                              |
| 28 kwietnia 2007 | Gimnasia y Esgrima Jujuy – CA Argentino de Quilmes 2:1 Fernando Soler 34, Ricardo Ernesto Gómez 89 – Carlos Luna 79                               |
| 28 kwietnia 2007 | CA Independiente – CA Vélez Sarsfield 1:0 Daniel Montenegro 87                                                                                    |
| 29 kwietnia 2007 | Gimnasia y Esgrima La Plata – CA Lanús 0:1 Santiago Biglieri 51                                                                                   |
| 29 kwietnia 2007 | CA Banfield – Newell’s Old Boys 4:0 Darío Cvitanich 10, 19, 24, Martín Andrizzi 43                                                                |
| 29 kwietnia 2007 | Boca Juniors – Racing Club de Avellaneda 2:2 Juan Román Riquelme 10, Martín Palermo 14k – Gonzalo Rubén Bergessio 24, Facundo Sava 90k            |
| 29 kwietnia 2007 | San Lorenzo de Almagro – Nueva Chicago Buenos Aires 3:2 Adrián Manuel González 27, 42, Ezequiel Lavezzi 45 – Agustín Orión 66s, Lucio Filomeno 70 |

### Clausura 13
Według AFA
| Data        | Mecz |
| ----------- | --- |
| 4 maja 2007 | Arsenal Sarandí Buenos Aires – Belgrano Córdoba 4:3 Mauro Óbolo 22, Carlos David Ruiz 25, Santiago Raymonda 42, Javier Yacuzzi 75 – Daniel Andrés Ríos 6, Matías Oyola 37, Franco Peppino 88 |
| 4 maja 2007 | Nueva Chicago Buenos Aires – Estudiantes La Plata 1:2 Lucio Filomeno 79 – Pablo Lugüercio 20, 26                                                                                             |
| 5 maja 2007 | CA Argentino de Quilmes – CA Colón 2:1 Pablo Batalla 36, Carlos Luna 57 – José Sand 27 |
| 5 maja 2007 | Racing Club de Avellaneda – CA Banfield 1:1 Gustavo Cabral 17 – Cristian Lucchetti 32k |
| 5 maja 2007 | CA Vélez Sarsfield – San Lorenzo de Almagro 2:1 Gustavo Balvorín 60, Mauro Zárate 68 – Cristian Tula 72                                                                                      |
| 6 maja 2007 | Newell’s Old Boys – Rosario Central 1:0 Óscar Cardozo 68 |
| 6 maja 2007 | CA Lanús – Gimnasia y Esgrima Jujuy 1:1 Diego Lagos 93 – Marcelo Quinteros 62k |
| 6 maja 2007 | Godoy Cruz Antonio Tomba – Gimnasia y Esgrima La Plata 2:1 Enzo Nicolás Pérez 33, Juan Herbella 38 – Santiago Silva 37k                                                                      |
| 6 maja 2007 | River Plate – CA Independiente 1:1 Augusto Fernández 18 – Gastón Machín 52 |
| 6 maja 2007 | Argentinos Juniors – Boca Juniors 3:3 Gonzalo Choy González 19, 74, Leonel Nuñez 26 – Neri Cardozo 32, Martín Palermo 58, Hugo Ibarra 65                                                     |

### Clausura 14
Według AFA
| Data         | Mecz |
| ------------ | --- |
| 11 maja 2007 | Belgrano Córdoba – CA Argentino de Quilmes 3:0 Marcelo Delgado 8k, Juan José Serrizuela 35, Daniel Andrés Ríos 45                               |
| 11 maja 2007 | CA Independiente – Newell’s Old Boys 1:1 José Moreno Mora 5 – Sebastián Arrieta 88                                                              |
| 12 maja 2007 | Rosario Central – Racing Club de Avellaneda 1:0 Ángel Di María 32                                                                               |
| 12 maja 2007 | Estudiantes La Plata – CA Vélez Sarsfield 1:1 Pablo Lugüercio 63 – Darío Ocampo 78                                                              |
| 13 maja 2007 | Godoy Cruz Antonio Tomba – CA Lanús 2:2 Diego Villar 6, Mariano Torresi 80 – Sebastián Leto 58, Agustín Pelletieri 77k                          |
| 13 maja 2007 | CA Colón – Gimnasia y Esgrima Jujuy 3:1 José Sand 22, Freddy Grisales 43, José Sand 91 – Pablo Frontini 27                                      |
| 13 maja 2007 | Gimnasia y Esgrima La Plata – Nueva Chicago Buenos Aires 2:2 Luciano Leguizamón 27, Antonio Piergüidi 92 – Lucio Filomeno 11, Lucio Filomeno 14 |
| 13 maja 2007 | CA Banfield – Argentinos Juniors 2:1 Julio Barraza 28, Carlos Galván 35 – Gonzalo Abán 23                                                       |
| 13 maja 2007 | San Lorenzo de Almagro – River Plate 0:0 |
| 13 maja 2007 | Boca Juniors – Arsenal Sarandí Buenos Aires 1:1 Juan Román Riquelme 76 – Carlos Casteglione 47                                                  |

### Clausura 15
Według AFA
| Data         | Mecz |
| ------------ | --- |
| 18 maja 2007 | Argentinos Juniors – Rosario Central 0:0                                                                                    |
| 18 maja 2007 | Arsenal Sarandí Buenos Aires – CA Banfield 2:2 Cristian Llama 26, Cristian Llama 44 – Darío Cvitanich 1, Martín Andrizzi 34 |
| 19 maja 2007 | Newell’s Old Boys – San Lorenzo de Almagro 0:1 Sebastián Méndez 82                                                          |
| 19 maja 2007 | CA Lanús – CA Colón 3:0 Mauricio Martín Romero 5, Marcos Aguirre 84, Diego Valeri 91                                        |
| 19 maja 2007 | CA Vélez Sarsfield – Gimnasia y Esgrima La Plata 0:0                                                                        |
| 20 maja 2007 | Racing Club de Avellaneda – CA Independiente 1:1 Facundo Sava 6 – Guillermo Daniel Rodríguez 31                             |
| 20 maja 2007 | River Plate – Estudiantes La Plata 0:1 Ezequiel Carlos Maggiolo 94                                                          |
| 20 maja 2007 | Gimnasia y Esgrima Jujuy – Belgrano Córdoba 0:0                                                                             |
| 20 maja 2007 | Nueva Chicago Buenos Aires – Godoy Cruz Antonio Tomba 0:0                                                                   |
| 20 maja 2007 | CA Argentino de Quilmes – Boca Juniors 1:2 Diego Alberto Torres 45 – Jesús Dátolo 25, Rodrigo Palacio 31                    |

### Clausura 16
Według AFA
| Data         | Mecz |
| ------------ | --- |
| 25 maja 2007 | CA Independiente – Argentinos Juniors 1:1 Rodrigo Díaz 9 – Leandro Desábato 72                                                                      |
| 26 maja 2007 | Nueva Chicago Buenos Aires – CA Lanús 2:1 Federico Higuaín 27, Lucio Filomeno 63 – Diego Lagos 47                                                   |
| 26 maja 2007 | Estudiantes La Plata – Newell’s Old Boys 4:4 Mariano Pavone 10, 48, José Luis Calderón 20, Pablo Piatti 52 – Pablo Pérez 27, 35, 72, Mauro Cejas 33 |
| 26 maja 2007 | Godoy Cruz Antonio Tomba – CA Vélez Sarsfield 0:2 Damián Escudero 36, Mauro Zárate 65                                                               |
| 26 maja 2007 | Boca Juniors – Gimnasia y Esgrima Jujuy 3:1 Rodrigo Palacio 52, Sebastián Bataglia 73, Clemente Rodríguez 82 – Fernando Soler 86                    |
| 26 maja 2007 | Rosario Central – Arsenal Sarandí Buenos Aires 0:2 Luis Figueroa 4, Ibrahim Sekagya 43                                                              |
| 26 maja 2007 | CA Banfield – CA Argentino de Quilmes 2:3 Silvio González 69, Cristian Luchetti 91k – Carlos Luna 11, Fernando Saavedra 48, Carlos Luna 58          |
| 26 maja 2007 | San Lorenzo de Almagro – Racing Club de Avellaneda 3:0 Gastón Fernández 7, Cristian Tula 38, Santiago Hirsig 73                                     |
| 26 maja 2007 | Belgrano Córdoba – CA Colón 1:3 Matías Gigli 49 – Juan Carlos Falcón 25, Rubén Ramírez 62, José Sand 90                                             |
| 26 maja 2007 | Gimnasia y Esgrima La Plata – River Plate 0:3 Ernesto Farías 12, Leonardo Ponzio 43, Ernesto Farías 84                                              |

### Clausura 17
Według AFA
| Data           | Mecz |
| -------------- | --- |
| 1 czerwca 2007 | CA Vélez Sarsfield – Nueva Chicago Buenos Aires 2:1 Gustavo Balvorín 24, Damián Escudero 72 – Lucio Filomeno 1 |
| 1 czerwca 2007 | CA Argentino de Quilmes – Rosario Central 0:1 Héctor Vidal Sosa 57s                                            |
| 1 czerwca 2007 | Argentinos Juniors – San Lorenzo de Almagro 1:1 Sebastián Carrera 76 – Cristian Tula 24                        |
| 2 czerwca 2007 | Arsenal Sarandí Buenos Aires – CA Independiente 0:1 Germán Denis 42                                            |
| 3 czerwca 2007 | CA Lanús – Belgrano Córdoba 1:1 Sebastián Leto 43 – Marcelo Delgado 87                                         |
| 3 czerwca 2007 | Gimnasia y Esgrima Jujuy – CA Banfield 0:1 Darío Cvitanich 22                                                  |
| 3 czerwca 2007 | Newell’s Old Boys – Gimnasia y Esgrima La Plata 0:1 Sergio Leal 45k                                            |
| 3 czerwca 2007 | CA Colón – Boca Juniors 2:1 Freddy Grisales 37, Rubén Ramírez 87 – Mauro Boselli 44                            |
| 3 czerwca 2007 | Racing Club de Avellaneda – Estudiantes La Plata 2:0 Facundo Sava 17, Claudio López 92                         |
| 4 czerwca 2007 | River Plate – Godoy Cruz Antonio Tomba 0:1 Nicolás Olmedo 93                                                   |

### Clausura 18
Według AFA
| Data            | Mecz |
| --------------- | --- |
| 8 czerwca 2007  | CA Vélez Sarsfield – CA Lanús 1:1 Gustavo Balvorín 16 – Cristian Fabbiani 91                                                                                   |
| 9 czerwca 2007  | Nueva Chicago Buenos Aires – River Plate 2:2 Federico Higuaín 31, Federico Lussenhoff 67s – Ernesto Farías 35, Paulo Ferrari 93k                               |
| 9 czerwca 2007  | Gimnasia y Esgrima La Plata – Racing Club de Avellaneda 1:2 Reinaldo Andrés Alderete 88 – Facundo Sava 25, Gonzalo Rubén Bergessio 79                          |
| 10 czerwca 2007 | Boca Juniors – Belgrano Córdoba 1:0 Bruno Marioni 10 |
| 10 czerwca 2007 | Rosario Central – Gimnasia y Esgrima Jujuy 2:0 Tomás Costa 16, Ángel Di María 79                                                                               |
| 10 czerwca 2007 | CA Banfield – CA Colón 0:1 Emanuel Centurión 38 |
| 10 czerwca 2007 | Godoy Cruz Antonio Tomba – Newell’s Old Boys 1:1 Enzo Nicolás Pérez 80 – Óscar Cardozo 61                                                                      |
| 10 czerwca 2007 | CA Independiente – CA Argentino de Quilmes 4:1 Daniel Montenegro 2k, Ismael Sosa 41, Oscar Ustari 43k, Germán Denis 49 – Carlos Luna 41                        |
| 10 czerwca 2007 | San Lorenzo de Almagro – Arsenal Sarandí Buenos Aires 4:2 Cristian Tula 6, Ezequiel Lavezzi 17, Gastón Fernández 46, Gastón Fernández 50k – Mauro Óbolo 27, 30 |
| 10 czerwca 2007 | Estudiantes La Plata – Argentinos Juniors 2:0 Leandro Benítez 15, Marcos Angeleri 94                                                                           |

### Clausura 19
Według AFA
| Data            | Mecz |
| --------------- | --- |
| 15 czerwca 2007 | River Plate – CA Vélez Sarsfield 3:2 Diego Alberto Galván 24, Danilo Gerlo 32, Matías Abelairas 58 – Emiliano Papa 51, Damián Escudero 56                                           |
| 15 czerwca 2007 | Argentinos Juniors – Gimnasia y Esgrima La Plata 0:0 |
| 16 czerwca 2007 | CA Colón – Rosario Central 3:1 Claudio Enría 28, Emanuel Centurión 56, Juan Ramón Fernández 66 – Ángel Di María 38                                                                  |
| 16 czerwca 2007 | CA Argentino de Quilmes – San Lorenzo de Almagro 1:2 Pablo Batalla 18 – Osmar Ferreyra 17, Andrés Silvera 85                                                                        |
| 16 czerwca 2007 | Gimnasia y Esgrima Jujuy – CA Independiente 1:3 Marcelo Quinteros 2k – Daniel Montenegro 36, 57, Ismael Sosa 94                                                                     |
| 16 czerwca 2007 | Racing Club de Avellaneda – Godoy Cruz Antonio Tomba 4:2 Claudio López 8, Facundo Sava 62, Miguel Ángel Sebastián Romero 67, Facundo Sava 80 – Osvaldo Miranda 12, Ernesto Garín 36 |
| 17 czerwca 2007 | Newell’s Old Boys – Nueva Chicago Buenos Aires 0:2 Mariano Donda 51, Lucio Filomeno 63                                                                                              |
| 17 czerwca 2007 | Belgrano Córdoba – CA Banfield 3:0 Marcelo Delgado 54, Daniel Andrés Ríos 72k, Marcelo Delgado 75                                                                                   |
| 17 czerwca 2007 | Arsenal Sarandí Buenos Aires – Estudiantes La Plata 1:1 Carlos Casteglione 54 – Leandro Benítez 10                                                                                  |
| 17 czerwca 2007 | CA Lanús – Boca Juniors 0:0 |

### Tabela końcowa Clausura 2006/07
| Poz | Klub                         | Mecze | Zw | Rem | Por | Pkt | BrZd | BrStr |
| --- | ---------------------------- | ----- | -- | --- | --- | --- | ---- | ----- |
| 1   | San Lorenzo de Almagro       | 19    | 14 | 3   | 2   | 45  | 34   | 17    |
| 2   | Boca Juniors                 | 19    | 11 | 6   | 2   | 39  | 38   | 20    |
| 3   | Estudiantes La Plata         | 19    | 10 | 7   | 2   | 37  | 28   | 17    |
| 4   | River Plate                  | 19    | 9  | 6   | 4   | 33  | 26   | 16    |
| 5   | Arsenal Sarandí Buenos Aires | 19    | 8  | 6   | 5   | 30  | 31   | 24    |
| 6   | CA Lanús                     | 19    | 7  | 7   | 5   | 28  | 24   | 19    |
| 7   | CA Colón                     | 19    | 7  | 7   | 5   | 28  | 28   | 24    |
| 8   | Argentinos Juniors           | 19    | 6  | 8   | 5   | 26  | 21   | 17    |
| 9   | CA Vélez Sarsfield           | 19    | 7  | 5   | 7   | 26  | 22   | 26    |
| 10  | Godoy Cruz Antonio Tomba     | 19    | 7  | 4   | 8   | 25  | 24   | 22    |
| 11  | CA Independiente             | 19    | 6  | 7   | 6   | 25  | 23   | 24    |
| 12  | Rosario Central              | 19    | 7  | 3   | 9   | 24  | 17   | 21    |
| 13  | Racing Club de Avellaneda    | 19    | 5  | 8   | 6   | 23  | 28   | 30    |
| 14  | Newell’s Old Boys            | 19    | 6  | 4   | 9   | 22  | 21   | 30    |
| 15  | Nueva Chicago Buenos Aires   | 19    | 5  | 6   | 8   | 21  | 19   | 28    |
| 16  | CA Banfield                  | 19    | 5  | 4   | 10  | 19  | 22   | 30    |
| 17  | Belgrano Córdoba             | 19    | 4  | 6   | 9   | 18  | 24   | 27    |
| 18  | Gimnasia y Esgrima La Plata  | 19    | 4  | 5   | 10  | 17  | 19   | 28    |
| 19  | Gimnasia y Esgrima Jujuy     | 19    | 4  | 5   | 10  | 17  | 11   | 22    |
| 20  | CA Argentino de Quilmes      | 19    | 3  | 3   | 13  | 12  | 18   | 36    |

### Klasyfikacja strzelców bramek
| Gole | Piłkarz          | Klub                      |
| ---- | ---------------- | ------------------------- |
| 11   | Martín Palermo   | Boca Juniors              |
| 10   | Óscar Cardozo    | Newell’s Old Boys         |
| 9    | Gastón Fernández | San Lorenzo de Almagro    |
| 8    | Darío Cvitanich  | CA Banfield               |
| 8    | Facundo Sava     | Racing Club de Avellaneda |

### Tablica spadkowa na koniec turnieju Clausura 2006/07
| Poz | Klub                         | 2004/05 pkt/m | 2005/06 pkt/m | 2006/07 pkt/m | Razem pkt/mecze | Średnia |
| --- | ---------------------------- | ------------- | ------------- | ------------- | --------------- | ------- |
| 1   | Boca Juniors                 | 48/38         | 83/38         | 82/38         | 214/114         | 1.877   |
| 2   | Estudiantes La Plata         | 61/38         | 52/38         | 80/38         | 194/114         | 1.702   |
| 3   | River Plate                  | 60/38         | 62/38         | 71/38         | 193/114         | 1.693   |
| 4   | CA Vélez Sarsfield           | 73/38         | 58/38         | 56/38         | 187/114         | 1.640   |
| 5   | San Lorenzo de Almagro       | 52/38         | 56/38         | 73/38         | 181/114         | 1.588   |
| 6   | CA Lanús                     | 54/38         | 58/38         | 58/38         | 171/114         | 1.500   |
| 7   | Gimnasia y Esgrima La Plata  | 54/38         | 69/38         | 40/38         | 163/114         | 1.430   |
| 8   | CA Independiente             | 49/38         | 55/38         | 57/38         | 161/114         | 1.412   |
| 9   | Arsenal Sarandí Buenos Aires | 54/38         | 44/38         | 61/38         | 160/114         | 1.404   |
| 10  | Rosario Central              | 61/38         | 45/38         | 52/38         | 158/114         | 1.386   |
| 11  | CA Banfield                  | 59/38         | 59/38         | 39/38         | 157/114         | 1.377   |
| 12  | Racing Club de Avellaneda    | 58/38         | 44/38         | 49/38         | 151/114         | 1.325   |
| 13  | Newell’s Old Boys            | 60/38         | 51/38         | 35/38         | 146/114         | 1.281   |
| 14  | CA Colón                     | 53/38         | 46/38         | 46/38         | 145/114         | 1.272   |
| 15  | Gimnasia y Esgrima Jujuy     | 0/0           | 51/38         | 43/38         | 94/76           | 1.237   |
| 16  | Argentinos Juniors           | 43/38         | 50/38         | 46/38         | 139/114         | 1.219   |
| 17  | Nueva Chicago Buenos Aires   | 0/0           | 0/0           | 43/38         | 43/38           | 1.132   |
| 18  | Godoy Cruz Antonio Tomba     | 0/0           | 0/0           | 42/38         | 42/38           | 1.105   |
| 19  | Belgrano Córdoba             | 0/0           | 0/0           | 41/38         | 41/38           | 1.079   |
| 20  | CA Argentino de Quilmes      | 44/38         | 39/38         | 21/38         | 104/114         | 0.912   |

## Sumaryczna tabela sezonu 2006/07
Tabela ma znaczenie nie tylko statystyczne. Na jej podstawie wyznaczane są kluby, które reprezentować będą Argentynę w dwóch największych klubowych turniejach południowoamerykańskich Copa Libertadores i Copa Sudamericana.
| Poz | Klub                         | Mecze | Zw | Rem | Por | Pkt | BrZd | BrStr |
| --- | ---------------------------- | ----- | -- | --- | --- | --- | ---- | ----- |
| 1   | Boca Juniors                 | 38    | 25 | 8   | 5   | 83  | 79   | 37    |
| 2   | Estudiantes La Plata         | 38    | 24 | 9   | 5   | 81  | 63   | 29    |
| 3   | San Lorenzo de Almagro       | 38    | 22 | 7   | 9   | 73  | 64   | 50    |
| 4   | River Plate                  | 38    | 20 | 11  | 7   | 71  | 59   | 33    |
| 5   | Arsenal Sarandí Buenos Aires | 38    | 17 | 11  | 10  | 62  | 57   | 46    |
| 6   | CA Lanús                     | 38    | 16 | 11  | 11  | 59  | 50   | 43    |
| 7   | CA Independiente             | 38    | 16 | 9   | 13  | 57  | 56   | 48    |
| 8   | CA Vélez Sarsfield           | 38    | 15 | 11  | 12  | 56  | 47   | 44    |
| 9   | Rosario Central              | 38    | 15 | 7   | 16  | 52  | 45   | 43    |
| 10  | Racing Club de Avellaneda    | 38    | 12 | 13  | 13  | 49  | 50   | 49    |
| 11  | Argentinos Juniors           | 38    | 11 | 13  | 14  | 46  | 43   | 45    |
| 12  | CA Colón                     | 38    | 12 | 10  | 16  | 46  | 48   | 58    |
| 13  | Gimnasia y Esgrima Jujuy     | 38    | 12 | 7   | 19  | 43  | 30   | 41    |
| 14  | Nueva Chicago Buenos Aires   | 38    | 11 | 10  | 17  | 43  | 39   | 60    |
| 15  | Godoy Cruz Antonio Tomba     | 38    | 10 | 12  | 16  | 42  | 43   | 48    |
| 16  | Belgrano Córdoba             | 38    | 10 | 11  | 17  | 41  | 42   | 51    |
| 17  | Gimnasia y Esgrima La Plata  | 38    | 11 | 7   | 20  | 40  | 40   | 68    |
| 18  | CA Banfield                  | 38    | 9  | 12  | 17  | 39  | 43   | 56    |
| 19  | Newell’s Old Boys            | 38    | 9  | 11  | 18  | 35* | 42   | 58    |
| 20  | CA Argentino de Quilmes      | 38    | 5  | 6   | 27  | 21  | 41   | 74    |

- 3 punkty odjęte

## Baraże o utrzymanie się w lidze

### Pierwsze mecze
| Data            | Mecz                                                                             |
| --------------- | -------------------------------------------------------------------------------- |
| 20 czerwca 2007 | CA Huracán – Godoy Cruz Antonio Tomba 2:0 Walter Coyette 19, Joaquín Larrivey 46 |
| 21 czerwca 2007 | CA Tigre – Nueva Chicago Buenos Aires 1:0 Leandro Lázzaro 32                     |

### Rewanże
| Data            | Mecz |
| --------------- | --- |
| 24 czerwca 2007 | Godoy Cruz Antonio Tomba – CA Huracán 2:3 Martín Arzuaga 70, 72 – Cristian Sánchez Prette 6, Mauro Milano 52, Raúl Gordillo 86 |
| 25 czerwca 2007 | Nueva Chicago Buenos Aires – CA Tigre 1:2 Federico Higuaín 54 – Diego Castaño 34, Martín Matías Galmarini 52 Mecz przerwany w 94 minucie z powodu wtargnięcia na boisko kibiców klubu Nueva Chicago, którzy zaatakowali piłkarzy swego klubu. Wynik meczu pozostawiono. |

Kluby Godoy Cruz Antonio Tomba i Nueva Chicago Buenos Aires spadły z ligi, a na ich miejsce awansowały kluby CA Huracán i CA Tigre